# اسکندریه

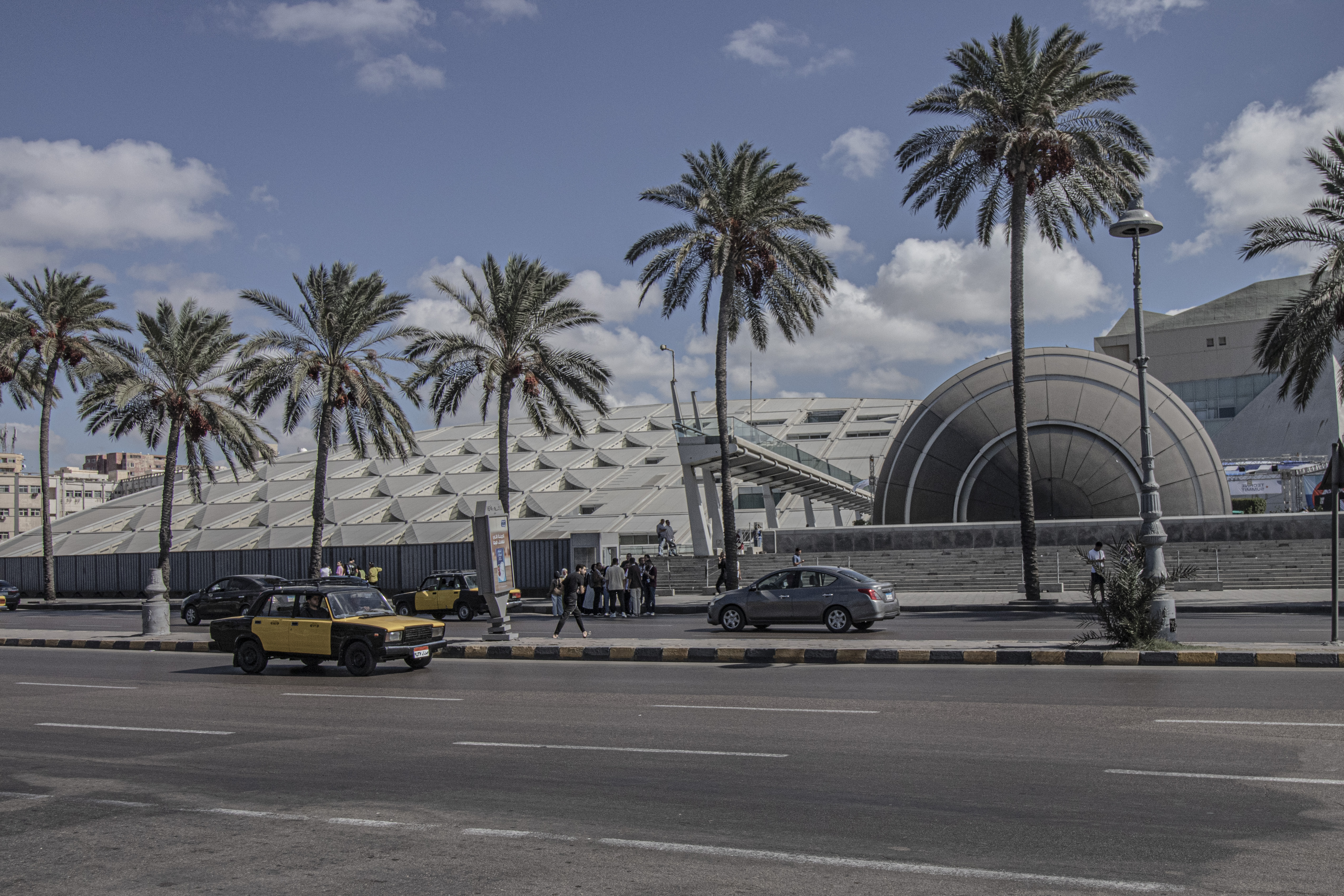
شهر اسکندریه مصر

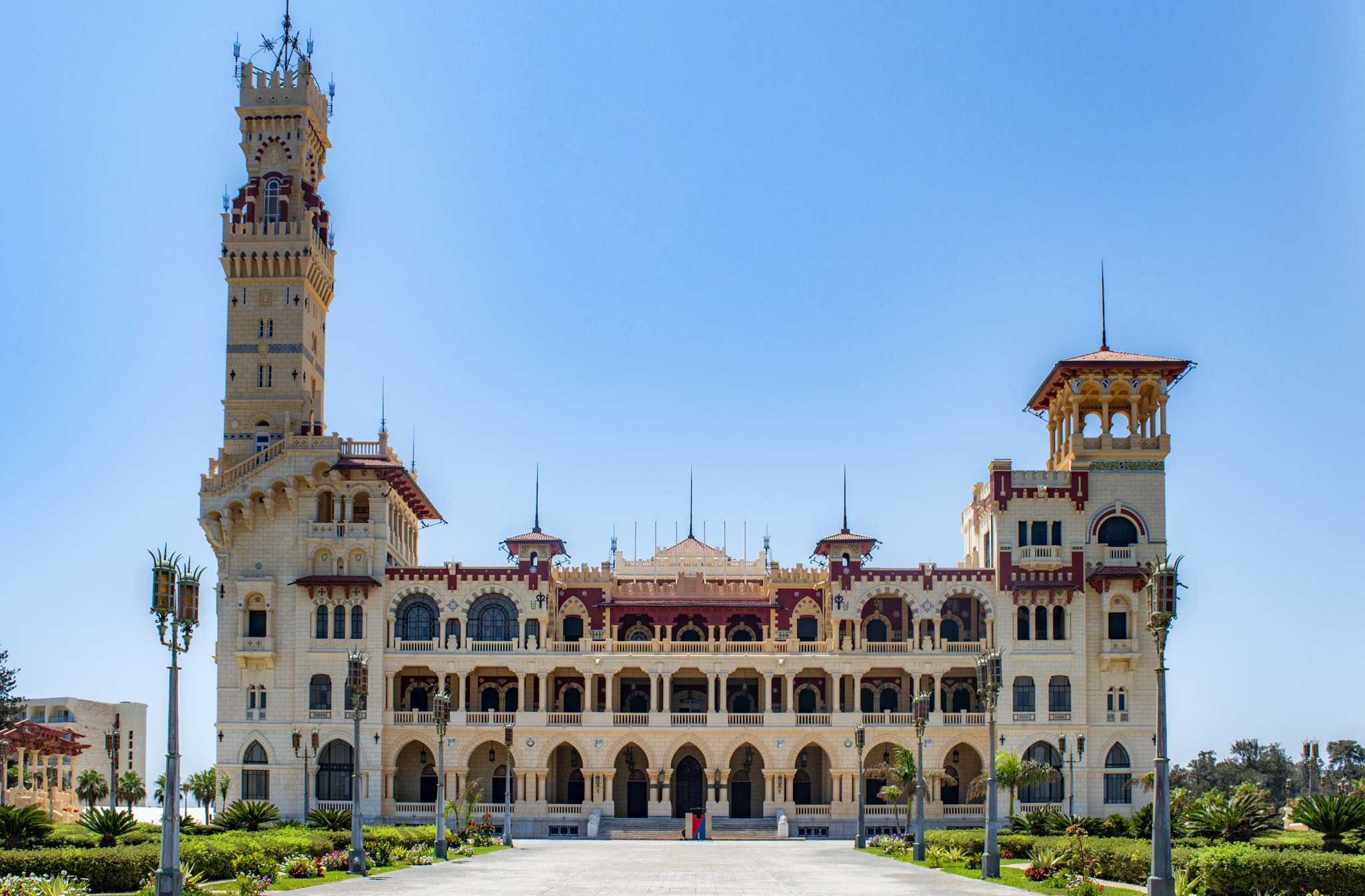
کاخ مونتازا

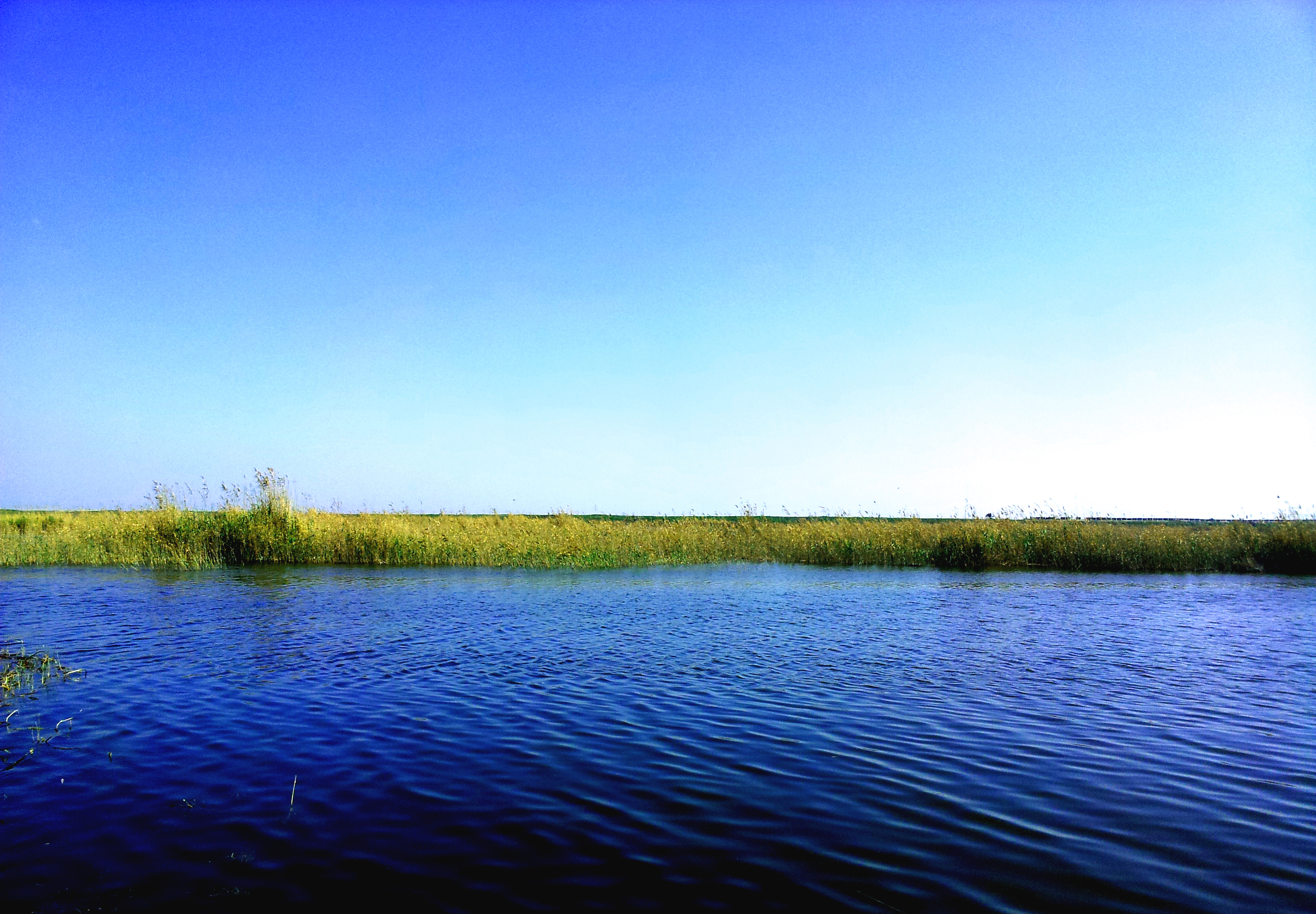
دریاچه مریوط

اسکندریه یا الکساندریا (به عربی: الإسکندریة، به یونانی: Αλεξάνδρεια، به قبطی: Rakotə) شهر بندری مهم و دومین شهر بزرگ مصر است. نام شهر از نام اسکندر مقدونی گرفته شده‌است که پس از فتوحاتش دستور ساخت این شهر را داده بود. در دوره بطلمیوسیان پایتخت بود و بزرگ‌ترین شهر جهان یونانی شناخته می‌شد.
امروزه جمعیت این شهر ۴ تا ۵ میلیون نفر است و دومین شهر بزرگ مصر و پنجمین بندر بزرگ آن بشمار می‌آید. کتابخانه اسکندریه از کتابخانه‌های معروف جهان است.

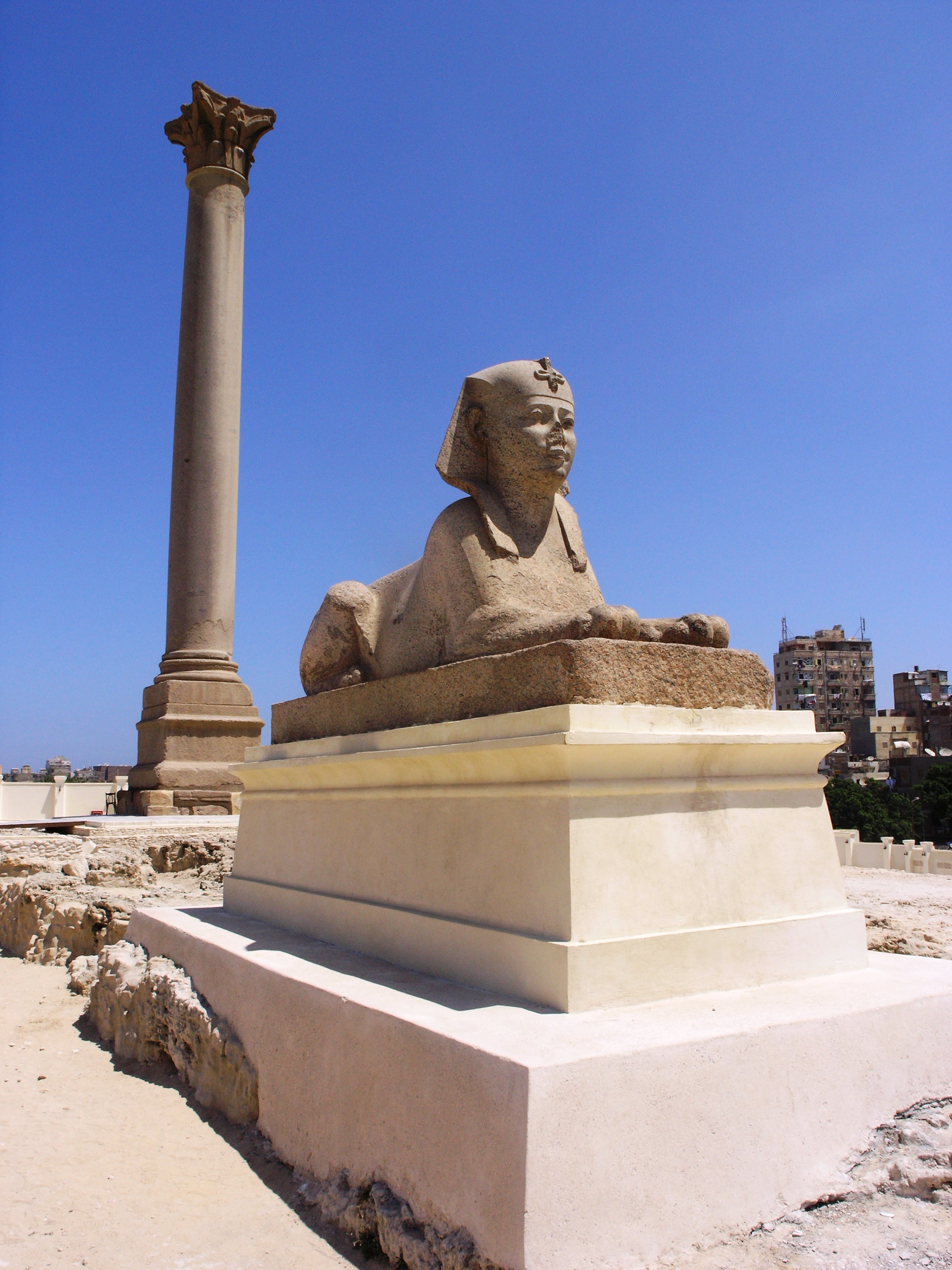
ستون السواری

اسکندریه همچنین بخاطر لوله‌های گاز و نفتی که از سوئز به آن ارتباط دارد شهر صنعتی مهمی به‌شمار می‌آید.

مسجد ابوالعباس المرسی

## جستارهای وابسته

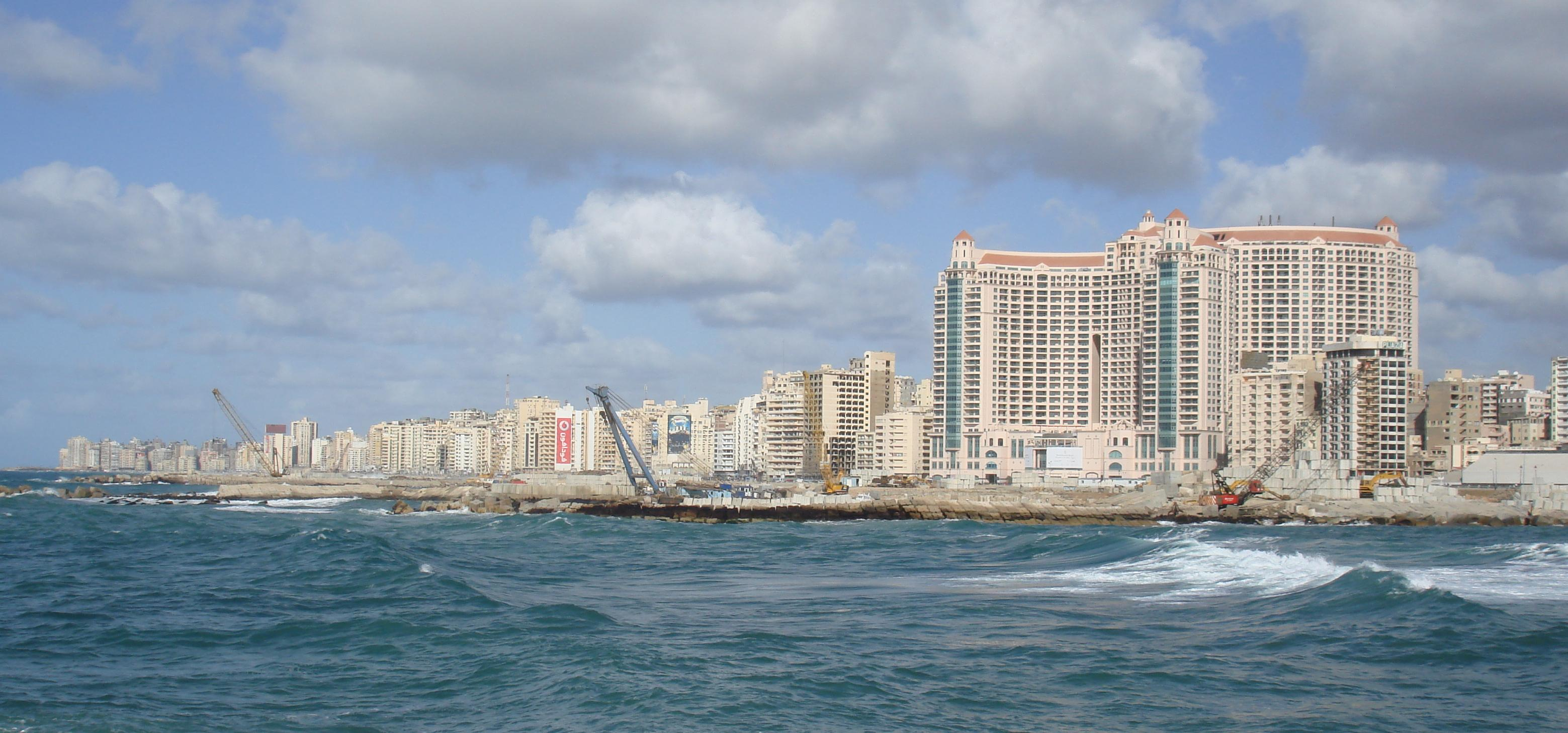
سان استفانو، اسکندریه

## منابع

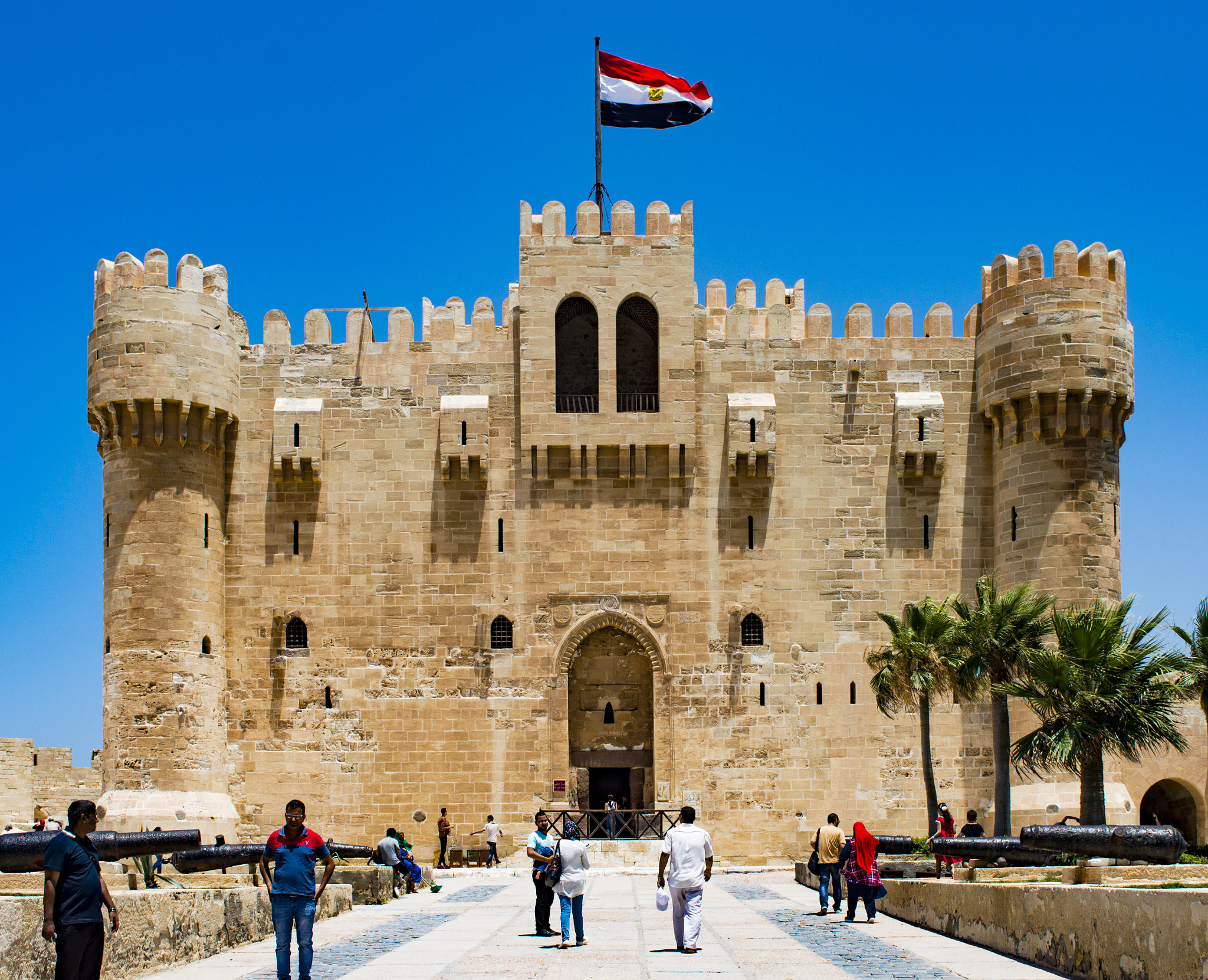